# 北海道ボールパーク駅
北海道ボールパーク駅（ほっかいどうボールパークえき、仮称）は、北海道北広島市共栄に設置される予定の北海道旅客鉄道（JR北海道）千歳線の駅である。

## 概要
北広島市からの請願駅である。北広島駅 - 上野幌駅間、北広島駅から約2kmの地点に新設される。工事費用は当駅関係の協定工事費で約80億円、関連する北広島駅の改良や用地取得・設計費用を含めて約90億円を見込んでいる。
同地では、2023年（令和5年）3月14日に日本野球機構(NPB)のパシフィック・リーグに加盟のプロ野球球団・北海道日本ハムファイターズの専用球場（一軍本拠地）として開場した野球場「エスコンフィールドHOKKAIDO」を核とし、アクティビティ施設や宿泊施設、北海道医療大学の新キャンパスなどが整備予定のボールパークエリア「北海道ボールパークFビレッジ」の開発が進められており、当駅の改札は球場三塁側「 F NEOBANK GATE 」から直線上の位置に設置され、駅から球場までの距離は300m（徒歩4分）となる。

## 歴史
- 2019年（令和元年）12月11日：JR北海道が新駅設置を計画[3]。
  - この時点でJR北海道が示した当初の検討段階では、複線間に島式ホームを1面設け、試合終了後の混雑による停車時間の増加を見込んで、その2線の両外側を特急・快速などの通過線とする構造の、1面4線の駅として建設される予定であった[4]。しかし、当初の工事費用80 - 90億円規模の見通しが、近年の労務賃金や資材の高騰などを受けて当初の4割増しとなる115 - 125億円規模まで膨れ上がったことから、難色を示した北広島市からの再検討が依頼された[5]。
- 2020年（令和2年）7月6日：北広島市が駅設置を請願[6]。
- 2023年（令和5年）9月13日：JR北海道が改めて新駅計画を策定[2]。
  - 上述した北広島市からの再検討依頼を受け、JR北海道は改めて工事費圧縮・工期見直しを実施。当初の計画より駅位置が約200m北広島駅側へ移動し（北広島駅から約2kmの距離）、改札の位置を球場三塁側「3rd BASE GATE」から直線上の位置とすることで、球場までの距離が当初案の400mから300mに短縮された。構造も相対式ホーム2面4線となり、既存の上下線を本線（通過線）とし、上下線の外側にホーム付きの待避線を設ける設計となった。また、当初は当駅に折り返し設備も設置する予定であったが、計画見直しによりこれを取り止め、北広島駅に札幌方面への折り返し機能を設置することで代替とすることとした。これにより、設計・行政手続に1年、工事期間は約4年と以前の計画より短縮することができた[7][8]。
- 2024年（令和6年）
  - 7月11日：北広島市とJR北海道が、設置工事着手および開業予定時期について発表[1]。
  - 11月2日：建設予定地で安全祈願式を開催、着工[9][10]。
- 2028年（令和10年）夏：開業（予定）[1] 。

## 駅構造
相対式ホーム2面4線を持つ3階建ての橋上駅。既存の上下線を本線（通過線）とし、上下線の外側に6両編成対応のホームを併設した副本線（待避線）が設置される。当駅に折り返し設備は設置されないが、当駅新設と同時に北広島駅での札幌方面への折り返し機能を強化させて対応する。
改札は3階部分に設置され、改札口前には北広島市によって大屋根付きの歩行者用デッキを整備する。
デザインコンセプトは『「幕開けの駅」 〜北海道ボールパークFビレッジの始まりの場所となる駅舎〜』。

## 隣の駅
北海道旅客鉄道（JR北海道）
千歳線
北広島駅 - 北海道ボールパーク駅（仮称） - （西の里信号場） - 上野幌駅